# Шейх Галиб
Шейх Галиб (псевдоним, имя при рождении Махаммед Эсад Галиб деде, 1757, Константинополь — 3 января 1799, Константинополь) — османский поэт, представитель суфийского направления. Шейх суфийского ордена мевлеви. По мнению поэта Исмета Озеля, Галиб стал одним из первых турецких литераторов, поместивших в центр Вселенной человека, а не Аллаха.

## Биография
Родился в 1757 году в Стамбуле. Ряд его родственников, в том числе отец и дед, были членами суфийского ордена Мевлеви. Они же стали его первыми учителями. Помимо этого, Галиба обучали частные учителя, которые, в частности, обучили его фарси и арабскому.
Работал чиновником при дворе султана, но в 26 лет отправился в Конью чтобы пройти тысячедневную суфийскую практику известную как «чиле» под руководством духовного учителя Челеби Сеййида Эбубекира Эфенди. Через некоторое время Эбубекир Эфенди по просьбе отца Галиба отправил его в Стамбул, где Галиб завершил чиле. После этого он получил духовный титул «деде». На тот момент Галибу было 30 лет.
Благодаря своим знаниям и способностям был избран наследником Али Нутки Эфенди. В 1790 Галиб переехал в район Сютлюдже. Неподалёку от места, где он жил находилось захоронение суфийского шейха Юсуфа Синечака Эфенди.
Умер в 1799 году.

## Творчество
Произведения Галиба заполнены абстракциями и аллегориями. Кроме того, они полны изобретёнными им словами. В некотором смысле Галиб считается противоположностью Наби, которому к тому же Галиб считал «прозаичным». Наиболее известным произведением считается написанная в 1778 году поэма «Красота и любовь» (тур. Hüsn-ü Aşk).